# Agrotis obscurina
Agrotis obscurina là một loài bướm đêm trong họ Noctuidae.